# پاریانا چاپرونپول
پاریانا چاپرونپول (به انگلیسی: Parinya Charoenphol) ورزشکار موای تای، بازیگر، مدل تایلندی است. او متولد ۹ ژوئن ۱۹۸۱ در تایلند است. او یک زن ترنس است.
فیلم بوکسور زیبا بر پایه زندگی او ساخته شده‌است.